# Артур (тауншип, округ Траверс, Миннесота)
Артур (англ. Arthur) — тауншип в округе Траверс, Миннесота, США. На 2000 год его население составило 109 человек.

## География
По данным Бюро переписи населения США площадь тауншипа составляет 94,2 км², из которых 93,4 км² занимает суша, а 0,9 км² — вода (0,91 %).

## Демография
По данным переписи населения 2000 года здесь находились 109 человек, 37 домохозяйств и 31 семья. Плотность населения —  1,2 чел./км². На территории тауншипа расположено 42 постройки со средней плотностью 0,4 построек на один квадратный километр. Расовый состав населения: 100,00 % белых.
Из 37 домохозяйств в 40,5 % воспитывались дети до 18 лет, в 78,4 % проживали супружеские пары, в 2,7 % проживали незамужние женщины и в 16,2 % домохозяйств проживали несемейные люди. 16,2 % домохозяйств состояли из одного человека, при том 8,1 % из — одиноких пожилых людей старше 65 лет. Средний размер домохозяйства — 2,95, а семьи — 3,29 человека.
30,3 % населения — младше 18 лет, 6,4 % — в возрасте от 18 до 24 лет, 26,6 % — от 25 до 44, 23,9 % — от 45 до 64, и 12,8 % — старше 65 лет. Средний возраст — 39 лет. На каждые 100 женщин приходилось 142,2 мужчин. На каждые 100 женщин старше 18 приходилось 117,1 мужчин.
Средний годовой доход домохозяйства составлял 31 563 доллара, а средний годовой доход семьи —  43 393 доллара. Средний доход мужчин —  28 750  долларов, в то время как у женщин — 18 750. Доход на душу населения составил 10 334 доллара. За чертой бедности находились 17,4 % семей и 20,7 % всего населения тауншипа, из которых 20,0 % младше 18 и 20,0 % старше 65 лет.